# 張り紙パイレーツ!
『張り紙パイレーツ!』（はりがみパイレーツ）は、2017年10月4日（3日深夜）から2018年3月28日（27日深夜）までテレビ朝日で放送されていたバラエティ番組である。

## 概要
前番組『絶対!カズレーザー』を同番組の2017年9月29日（28日深夜）のサブタイトルであった番組にリニューアルしたものである。カズレーザーが世の中のいたるところに存在する「不思議な張り紙」を街を歩きながら探し、直撃取材する内容である。
2018年3月28日（27日深夜）をもって終了し、後番組として『家事ヤロウ!!!』を開始する。なお、カズレーザーは同番組に引き続き出演する。

## 出演者
- カズレーザー（メイプル超合金）

## 放送リスト
| 回 | 放送日         | 取材場所                           | 視聴人               | ゲスト             |
| -- | -------------- | ---------------------------------- | -------------------- | ------------------ |
| 1  | 2017年 10月4日 | 東京都品川区中延                   | ジェーン・スー       | （なし）           |
| 2  | 10月11日       | 東京都大田区梅屋敷                 | ジェーン・スー       | （なし）           |
| 3  | 10月18日       | 東京都北区滝野川                   | 古市憲寿             | （なし）           |
| 4  | 10月25日       | 東京都北区赤羽                     | 古市憲寿             | （なし）           |
| 5  | 11月1日        | 東京都台東区三ノ輪                 | 古市憲寿             | （なし）           |
| 6  | 11月8日        | 東京都品川区武蔵小山・戸越銀座     | ロバート・キャンベル | 橋本直（銀シャリ） |
| 7  | 11月15日       | 神奈川県大井町                     | ロバート・キャンベル | 古市憲寿           |
| 8  | 11月22日       | 東京都台東区浅草、東京都葛飾区柴又 | ロバート・キャンベル | 羽田圭介           |

| 回                                                       | 放送日                        | 放送内容                                                                                      | テーマ | ゲスト                                |
| -------------------------------------------------------- | ----------------------------- | --------------------------------------------------------------------------------------------- | --- | ------------------------------------- |
| 9                                                        | 11月29日                      | 4枚の張り紙の中からカズレーザーが一番気になる張り紙を直撃取材!                                | 生きものたんてい | （なし）                              |
| 10                                                       | 12月6日                       | 番組が街に張り紙を貼らせて頂きました! 「カズレーザーが何でもお手伝いします!」                 | 重たいミシンを運ぶのを手伝ってほしい | （なし）                              |
| 11                                                       | 12月13日                      | 特別編『理由を述べよ!』                                                                       | 鳥 防犯 | 杉田昭栄 梅本正行                     |
| 12                                                       | 12月20日                      | 番組が街に張り紙を貼らせて頂きました! 「カズレーザーが何でもお手伝いします!」                 | - 買い物をしている間、愛犬の散歩をしておいてほしい! - 小型犬を連れて、多摩川の土手をひたすら散歩! - 息子が「自分は個性的だ」と悩んでいるので、相談に乗ってほしい! - 個性の塊であるカズレーザーが一緒に子供の悩みを考える。 | （なし）                              |
| （2017年12月27日・2018年1月3日は年末年始編成のため休止） |                               |                                                                                               | |                                       |
| SP                                                       | 2018年 1月4日 （0:15 - 1:10） | カズレーザーSP 『理由を述べよ!』                                                              | 猫 防犯 交通学 法律 | 石原さくら 梅本正行 大澤孝征 坂本邦宏 |
| 13                                                       | 1月10日                       | 特別編『理由を述べよ!』                                                                       | 防犯 法律 交通学 | 石原さくら 梅本正行 大澤孝征 坂本邦宏 |
| 14                                                       | 1月17日                       | 世の中にあるどんなものにも理由がある! その理由をカズレーザーがその頭脳を使って導き出すクイズ! | 企業の株価 | 岸博幸                                |
| 15                                                       | 1月24日                       | 世の中にあるどんなものにも理由がある! その理由をカズレーザーがその頭脳を使って導き出すクイズ! | パンダ | 土居利光                              |
| 16                                                       | 1月31日                       | 世の中にあるどんなものにも理由がある! その理由をカズレーザーがその頭脳を使って導き出すクイズ! | 裁判 | 阿曽山大噴火                          |
| 17                                                       | 2月7日                        | 世の中にあるどんなものにも理由がある! その理由をカズレーザーがその頭脳を使って導き出すクイズ! | 家電 | 戸井田園子                            |
| 18                                                       | 2月14日                       | 世の中にあるどんなものにも理由がある! その理由をカズレーザーがその頭脳を使って導き出すクイズ! | ウィンタースポーツ | 菅原悦子                              |
| 19                                                       | 2月21日                       | 世の中にあるどんなものにも理由がある! その理由をカズレーザーがその頭脳を使って導き出すクイズ! | 話題の本 | 矢部太郎（カラテカ） 原田曜平         |
| 20                                                       | 2月28日                       | 世の中にあるどんなものにも理由がある! その理由をカズレーザーがその頭脳を使って導き出すクイズ! | 肉 | フォーリンデブはっしー                |
| 21                                                       | 3月7日                        | 世の中にあるどんなものにも理由がある! その理由をカズレーザーがその頭脳を使って導き出すクイズ! | 地理 | 村瀬哲史                              |
| 22                                                       | 3月14日                       | 世の中にあるどんなものにも理由がある! その理由をカズレーザーがその頭脳を使って導き出すクイズ! | ウミガメのスープ | いとうせいこう                        |
| 23                                                       | 3月21日                       | 世の中にあるどんなものにも理由がある! その理由をカズレーザーがその頭脳を使って導き出すクイズ! | 仮面ライダー ハリウッド | 藤岡弘、                              |
| 24                                                       | 3月28日                       | 世の中にあるどんなものにも理由がある! その理由をカズレーザーがその頭脳を使って導き出すクイズ! | 衝撃映像 | デーブ・スペクター                    |

## ネット局
秋田朝日放送以外は前番組から引き続き放送している。
| 放送対象地域 | 放送局                | 系列           | 放送時間                     | 放送開始日     | ネット状況 | 備考 |
| ------------ | --------------------- | -------------- | ---------------------------- | -------------- | ---------- | ---- |
| 関東広域圏   | テレビ朝日（EX）      | テレビ朝日系列 | 水曜 1:56 - 2:21（火曜深夜） | 2017年10月4日  | 制作局     |      |
| 青森県       | 青森朝日放送（ABA）   | テレビ朝日系列 | 木曜 0:45 - 1:10（水曜深夜） | 2017年10月19日 | 遅れネット |      |
| 山口県       | 山口朝日放送（yab）   | テレビ朝日系列 | 月曜 0:40 - 1:05（日曜深夜） | 2017年11月6日  | 遅れネット |      |
| 長野県       | 長野朝日放送（abn）   | テレビ朝日系列 | 水曜 0:50 - 1:20（火曜深夜） | 2017年11月29日 | 遅れネット |      |
| 福島県       | 福島放送（KFB）       | テレビ朝日系列 | 日曜 2:30 - 2:55（土曜深夜） | 2017年10月15日 | 遅れネット |      |
| 秋田県       | 秋田朝日放送（AAB）   | テレビ朝日系列 | 金曜 0:50 - 1:15（木曜深夜） | 2017年11月10日 | 遅れネット |      |
| 愛媛県       | 愛媛朝日テレビ（eat） | テレビ朝日系列 | 月曜 1:15 - 1:45（日曜深夜） | 2018年2月25日  | 遅れネット |      |

## スタッフ
- 構成：中野俊成、市川篤
- TM：高田格
- カメラ：新井直樹、橋本弘行（交代制）
- 音声：赤羽達生、小笹直哉（交代制）
- 美術：小山晃弘
- 美術進行：野口香織
- CG：坂井正孝
- 編集：丸山正浩、山内靖太郎（MJ）
- MA：寺田朋美（MJ）
- 音効：高橋健人（tsp）
- TK：安達真理
- 撮影協力：港家
- 制作協力：零CREATE、ロケットエンタテインメント（週替り）
- 編成：小鴨翔
- 宣伝：西田沙希
- 制作スタッフ：斎藤康平、臼杵花絵、岡田裕太【ゼロクリエイト担当回】、松田ゆかり、高橋和樹、清野誠、瀬(濱)崎千尋【ロケットエンタテインメント担当回】
- アシスタントプロデューサー：渡邊優子
- ディレクター：橋本崇、雨宮智史、中尾光佐【ゼロクリエイト担当回】、立野明史【ロケットエンタテイメント担当回】
- チーフディレクター：山田俊介
- プロデューサー：古瀬麻衣子、伊織秀二（ゼロクリエイト）、今井勘太（ロケットエンタテインメント）
- ゼネラルプロデューサー：本部純
- 制作著作：テレビ朝日